# Textila Oltul
Textila Oltul este o companie producătoare de textile din Sfântu Gheorghe, România.
A fost fondată în anul 1879.
Compania a fost privatizată în 1999, acționarul majoritar fiind firma belgiană Drapantex, care deține 52,4% din acțiunile companiei.
Un alt acționar semnificativ este SIF Moldova, care deține 32,4% din acțiuni.
Fabrica a fost preluată în 1999 cu o datorie de 27 de miliarde lei vechi, dar, după un timp, noii proprietari au reușit să lichideze toată datoria și să achite plățile curente.
Textila Oltul este o integrată de bumbac care cuprinde următoarele secții: filatură, țesătorie, finisaj și croitorie.
Producția lunară a companiei este de 1.300.000 de metri pătrați de țesătură finită, din care 95% este exportată în țări precum Belgia, Franța, Italia și Germania.
În 2004, compania a exportat 12 milioane de metri pătrați de țesătură finită.
Număr de angajați:
- 2007: 810 [4]
- 2005: 1.250 [3]

Cifra de afaceri:
- 2006: 3,5 milioane euro[2]
- 2004: 10 milioane euro [3]
- 2003: 7,9 milioane euro[5]